# Pieczęć stanowa Luizjany

Pieczęć stanowa Luizjany

Pieczęć stanową Luizjany uchwalono w 1902 roku. Przedstawia samicę pelikana, karmiącą pisklęta własną krwią. Takie zachowanie pelikanów w ekstremalnych sytuacjach zainspirowało twórców pieczęci do przedstawienia tego ptaka jako symbolu gotowości do poświęcenia. Wokół dewiza stanowa: Union, justice, confidence (Unia, sprawiedliwość, zaufanie). Liczba piskląt była kilkakrotnie zmieniana.

## Historia

Nowa Francja 1534-1763
Hiszpańska Luizjana 1762–1801
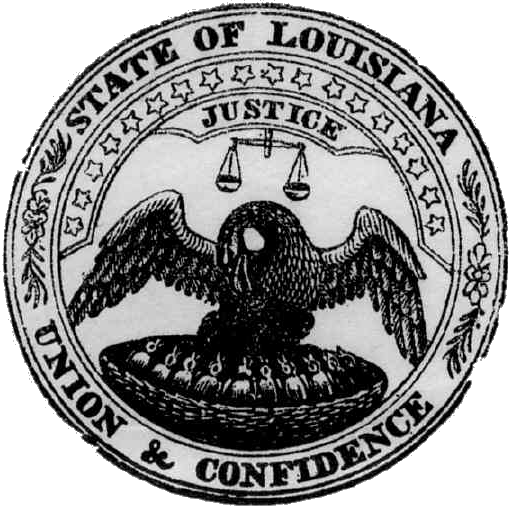
1802–1876
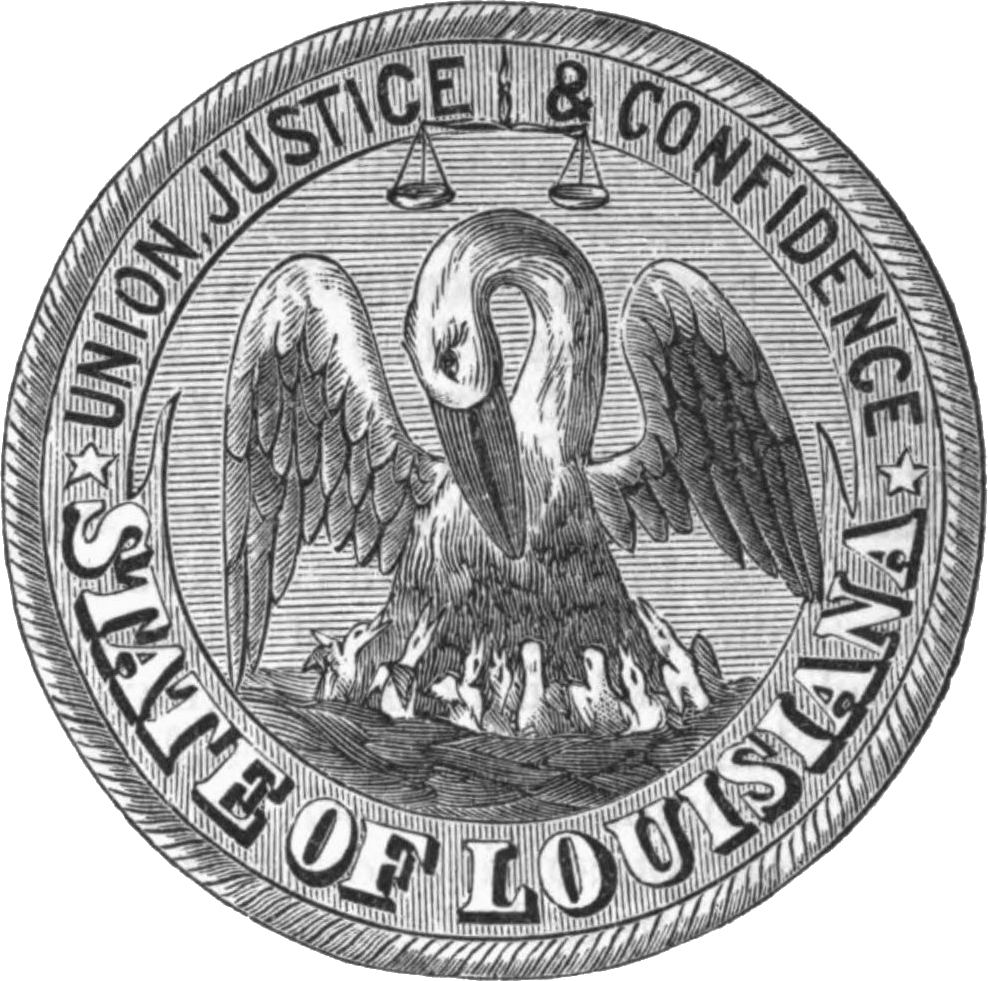
1879
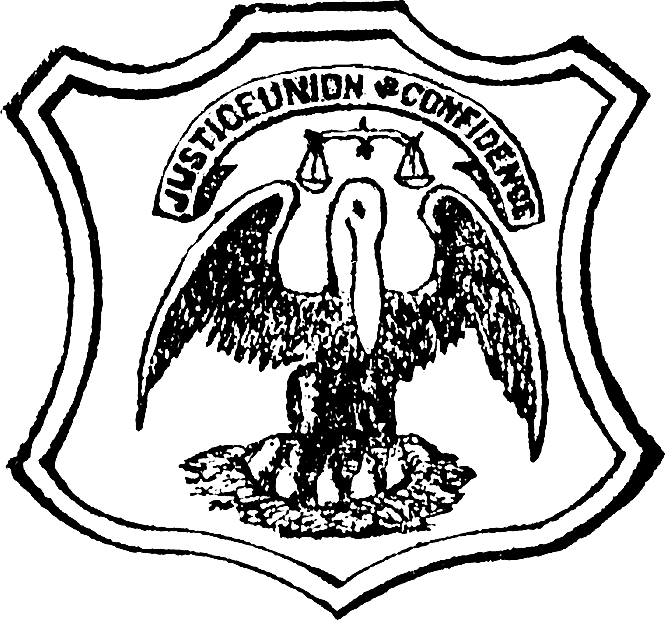
1879–1890
1890–2006
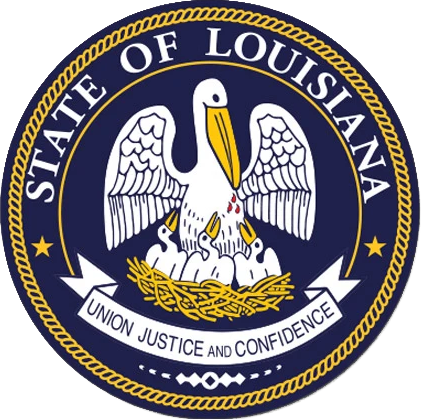
2006–2010